# Tolmerus atricapillus
Tolmerus atricapillus là một loài ruồi trong họ Asilidae. Tolmerus atricapillus được Fallén miêu tả năm 1814.

## Hình ảnh

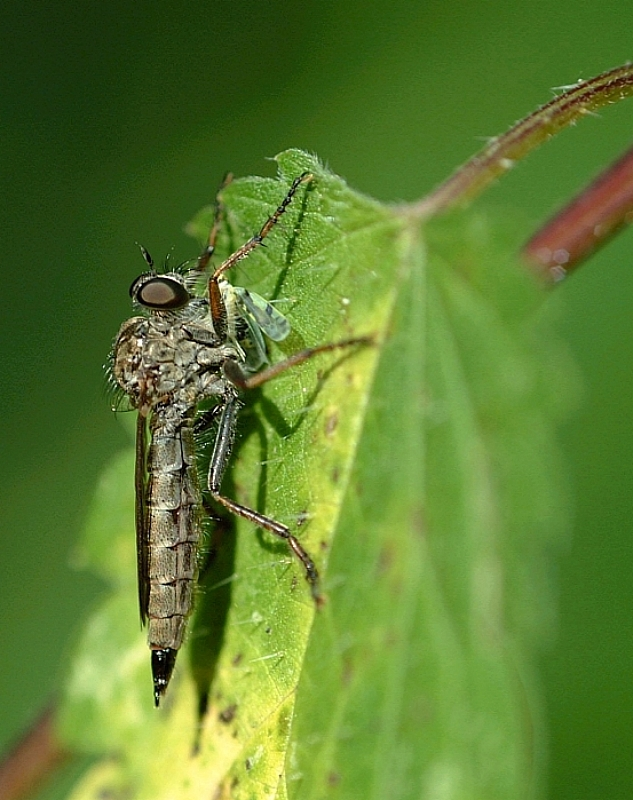
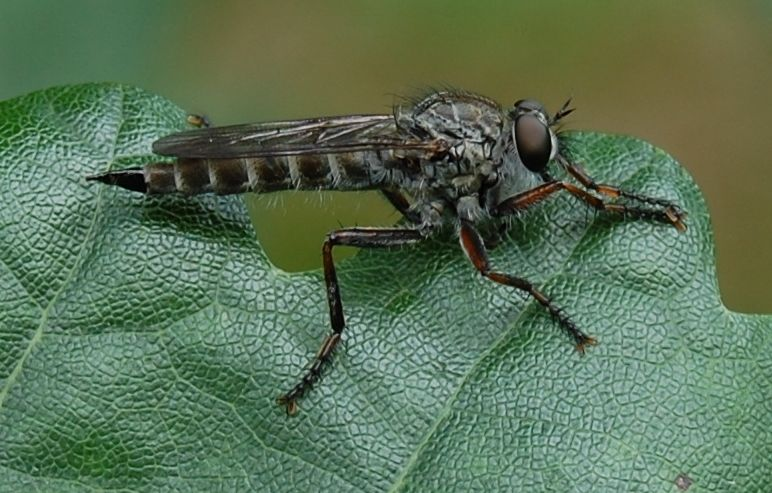
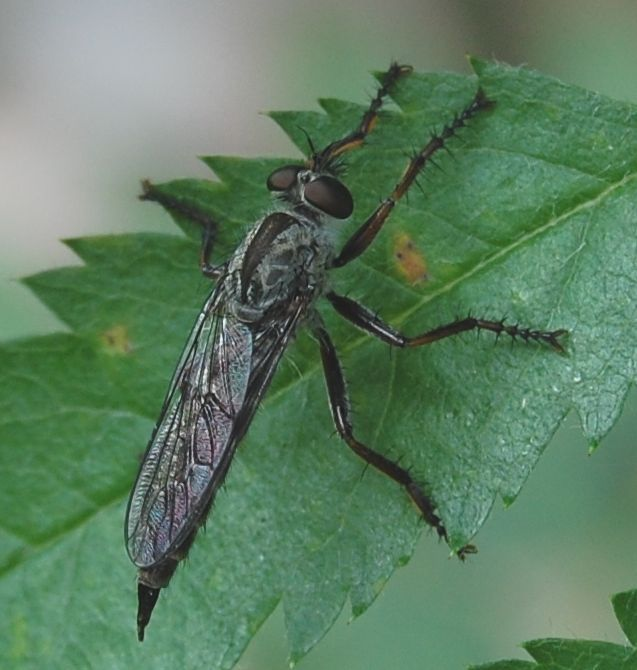
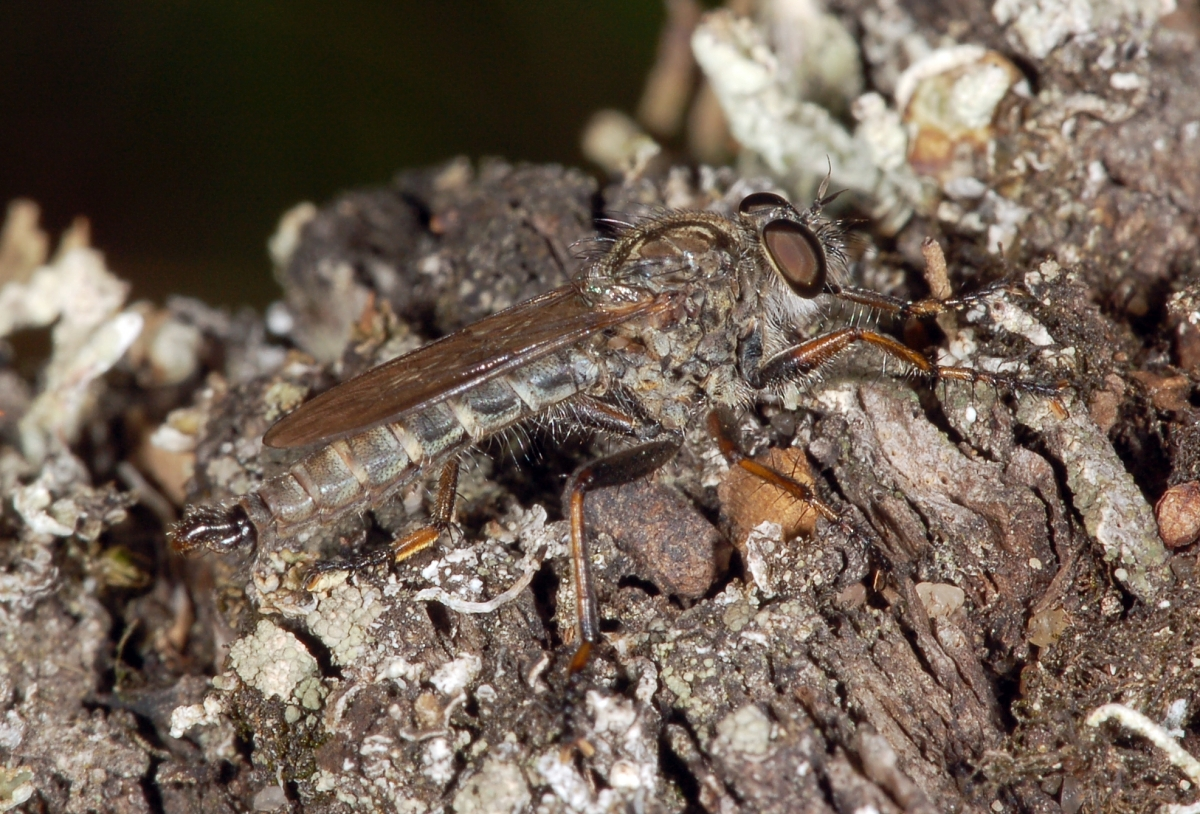